# Hortonia augustifolia
Hortonia angustifolia es una especie de planta de flores perteneciente a la familia Monimiaceae. Es endémica de  Sri Lanka. Anteriormente la especie se encontraba en una sola localidad dentro de la reserva forestal de Sinharaja. Sin embargo, una reciente búsqueda indica que es extremadamente rara o posiblemente extinta.

## Fuente
- World Conservation Monitoring Centre 1998.  Hortonia angustifolia.   2006 IUCN Red List of Threatened Species.   Bajado el 22-07-07.